# 秋津野ガルテン
秋津野ガルテン（あきづのガルテン、Akizuno Garten）は、和歌山県田辺市上秋津にある地域交流施設である。レストラン、宿舎などから成る。
農業法人の株式会社秋津野が運営している。

## 概要
上秋津地区の観光、地域おこしをモットーに、2006年に移転した田辺市立上秋津小学校の旧校舎をリノベーションし2008年11月1日にオープンした。
レストラン「みかん畑」、農業体験、お菓子づくり体験の「バレンシア畑」、市民農園、宿舎などを併設しており、上秋津地区の魅力や都市と農村地域の交流を楽しむことができる。
「ガルテン」（Garten）はドイツ語で「庭」。観光や地域振興の他、地域住民も集える地域の庭としての役割を持つという意味合いが込められている。

## アクセス
- JR紀勢線 紀伊田辺駅（車で15分）